# Титанік II
«Титанік II» (англ. Titanic II) — споруджуваний океанський лайнер, що являє собою копію відомого затонулого лайнера «Титанік». Проєкт був оголошений австралійським мільярдером Клайвом Палмером у квітні 2012 року як флагман круїзної компанії «Blue Star Line». Можлива дата спуску на воду спочатку була — 2016 (через 104 роки після першого рейсу). Планувалося, що лайнер відпливе з Саутгемптона в Нью-Йорк в тому ж році. Однак згодом дата була змінена спочатку на 2018 потім на 2022 пізніше на 2024 рік, а у березні 2024 року стало відомо, що Клайв Палмер пообіцяв завершити проєкт до 2027 року.
До 2013 року більш ніж 40 000 людей виявили бажання придбати квитки на лайнер.

## Конструкція і дизайн
Місткість репліки судна буде близько 56 тисяч GT, що значно більше, ніж в оригіналу.

### Порівняння з оригінальним Титаніком

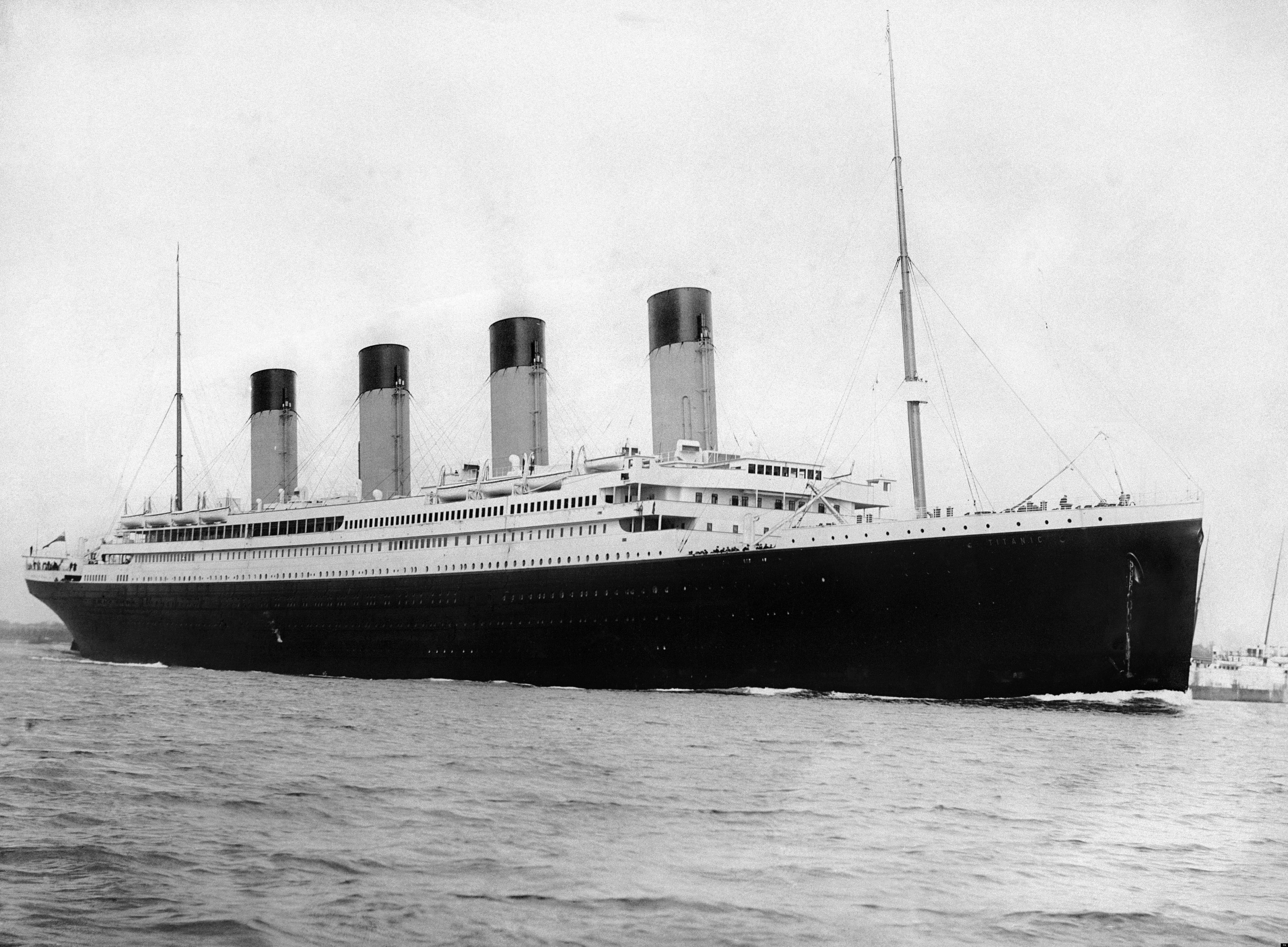
Оригінальний Титанік в 1912 році

Всі пасажири «Титаніка II» отримають шати часів поїздки легендарного «Титаніка». Корабель повинен виглядати максимально схожим на оригінальний «Титанік». Між тим, з ряду причин (сучасні правила техніки безпеки, економічні міркування) в новому проєкті присутній ряд змін в дизайні, в їх числі:
- Ширина судна збільшена для підвищення стійкості[7];
- Додаткові сходи запасних входів на додаток до первісних сходів;
- Замість вугільних котлів, парових машин буде використана дизель-електрична силова установка з чотирма дизельними двигунами, крім цього буде встановлена допоміжно-ходова паротурбінна установка, що використовує для вироблення пари тепло дизель-генераторів і парових котлів, що працюють на дизелі[8].
- Висота лайнера буде більше, ніж в оригінального «Титаніка».

## Критика
Якщо лайнер буде побудований, це буде перше велике пасажирське судно, побудоване в Китаї, країні де є набагато більший досвід будівництва вантажних суден, а не круїзних. Китайська державна корабельня CSC Jinling в місті Нанкін до цього не будувала великих пасажирських суден. Крім того, на верфі відсутні сухі доки.